# Ranunculus trilobus
Ranunculus trilobus — вид квіткових рослин родини Жовтецеві (Ranunculaceae).

## Морфологічна характеристика
Однорічна рослина. Стебла до 50 см, гіллясті, голі або з рідким волоссям, рідко більш-менш щільно повстяні. Базальне листя 3–5 зубчасте, (5)8–70(110) × (3)5–50(130) мм. Квіти (4)5–14(16) мм в діаметрі, блідо-жовті. Пелюстки (2)4–6(7,5) мм, від оберненояйцеподібних до еліптичних. Сім'янки 2–2.5(3) мм, дзьоб 0,2–0,5 мм, трикутної форми, вигнутий. Квіти і плоди з березня по травень.

## Поширення
Батьківщина. Північна Африка: Алжир; Лівія; Марокко; Туніс. Західна Азія: Кіпр. Європа: Україна — Албанія; Італія; Мальта; Корсика (Франція) Португалія; Гібралтар; Іспанія. Натуралізований. Канарські острови. Населяє вологі або заболочені ґрунти, переважно в низьких районах.